# Марк Валерий Максим Поцит
Марк Валерий Максим Поцит или Корв (на латински: Marcus Valerius Maximus Potitus) е политик на Римската република.
През 286 пр.н.е. той е консул с колега Гай Елий Пет.